# Agustín Garzón Vázquez de Maceda
Agustín Garzón fue un destacado filántropo argentino, fundador de uno de los principales pueblos de Córdoba y colaborador principal en numerosas iniciativas religiosas y relacionadas con la educación y la beneficencia en su provincia natal.

## Biografía
Agustín Garzón Vázquez de Maceda nació en Córdoba (Argentina) el 28 de agosto de 1840, hijo de Félix Garzón y Miguez y de María del Rosario Rudecinda Vázquez de Maceda y Sarachaga.
Era de holgada posición económica y social. Católico ferviente y de sensibilidad social dedicó sus mayores esfuerzos a numerosas obras de beneficencia.
Fundó el 25 de marzo de 1868 la institución Amparo de María en terrenos propios del actual pueblo de San Vicente, próximo a la ciudad de Córdoba con el objeto de dar albergue a niñas huérfanas por la epidemia de cólera que azotó por entonces a varias ciudades argentinas. En 1874 se creó en el mismo edificio un colegio con internado para alumnas sin recursos, completando la labor del asilo, obras con las que continuó colaborando hasta su muerte.
Colaboró con la obra de Tránsito Cabanillas, fundadora de las Hermanas Terciarias Misioneras Franciscanas de la República Argentina. Una de sus hermanas, Hiraida Garzón y Vázquez de Maceda, fue cofundadra y primera superiora general de la orden.
Ayudó a los obreros apoyando decididamente la obra de Don Bosco en el país y perteneció a las Conferencias Vicentinas desde su fundación en Córdoba, dirigiéndola por muchos años.

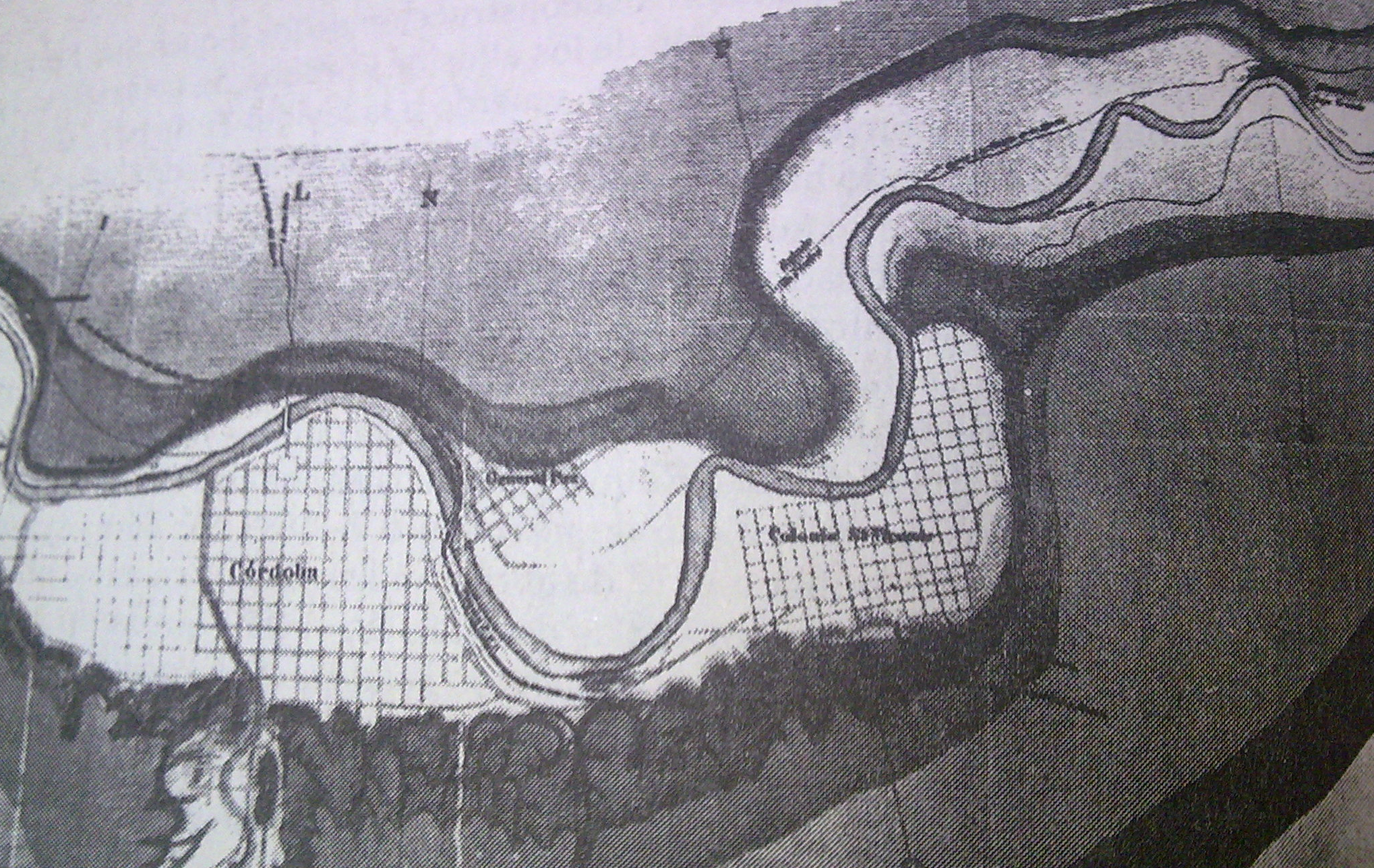
Antiguo mapa de Córdoba. Ya se observan los barrios General Paz y San Vicente.

En 1870 inició el loteo del futuro pueblo que denominó San Vicente, en honor a San Vicente de Paul, en los terrenos heredados de su madre conocidos como el Bajo de Ariza, a quince cuadras al este del centro de la ciudad, conservando una quinta. Destinó lotes para el emplazamiento de oficinas públicas y donó parcelas a familias pobres.
Se desempeñó como presidente de la Sociedad Agrícola Industrial de Córdoba (1879).
Murió en Córdoba el 20 de agosto de 1908 y sus restos se depositaron en la capilla del nuevo edificio del Asilo de Huérfanos de Córdoba que contribuyó a levantar.
Casó en primeras nupcias con Albina Frías y luego de viudo con Antonia Salvatierra (hija de Francisco Antonio y de Andrea Ibáñez, naturales de Santiago del Estero), con quien tuvo descendencia.
Una calle de Córdoba lleva su nombre.